# Anolis rubribarbus
Anolis rubribarbus (сагуа-де-танамський аноліс) — вид ігуаноподібних ящірок родини анолісових (Dactyloidae). Ендемік Куби.

## Поширення і екологія
Сагуа-де-танамські аноліси мешкають на сході Куби, на півночі провінцій Ольгін і Гуантанамо, зокрема в околицях Сагуа-де-Танамо. Вони живуть в сухих і вологих тропічних лісах та в соснових лісах на рівнинах і в передгір'ях, трапляються в гірських чагарниких заростях чарраскалю. Зустрічаються на висоті до 800 м над рівнем моря.

## Збереження
МСОП класифікує цей вид такий, що перебуває під загрозою зникнення. Anolis rubribarbus загрожує знищення природного середовища.